# Conciliació Liberal
La Conciliació Liberal va ser una candidatura electoral mallorquina formada per persones procedents del progressisme i l'unionisme insular. La formació es va constituir el 1868, el seu programa era monàrquic constitucionalista i plantejava un programa liberal en matèria religiosa. A les eleccions generals espanyoles de 1869 comptà amb el suport oficial i obtengué dos diputats per Balears, Carlos Navarro i Joan Palou i Coll. La presència a la candidatura del valencià Navarro va ser molt criticada i dugué a la separació d'un grup que constituí La Tertúlia del Progrés. Degut a la seva escassa influència molts de membres de la Conciliació Liberal passaren a altres formacions: Joan Palou u Coll passà als progressistes radicals, Miquel Socies Caimari als conservadors.
L'òrgan de premsa de la formació va ser el diari La Conciliación Liberal, aparegut l'agost de l1869. Desaparegué el setembre de 1870. Se subtitulava periòdic monàrquic popular.